# Пам’ятки археології, архітектури, історії, монументального мистецтва Чортківського району (до 2020)

## Пам'ятки археології
У Чортківському районі Тернопільської області нараховується 88 пам'яток археології.

### Існуючі
| №   | Об'єкт                             | Рік | Адреса | Ох. №   | Фото | Взяття під охорону |
| --- | ---------------------------------- | --- | --- | ------- | ---- | --- |
| 1.  | Поселення Базар І                  | давньоруський час (XII—XIII ст.) | на північ від села, І—ІІ надзаплавні тераси р. Джурин                                                                                        | 1549    |      | Наказ управління культури ОДА № 16 від 27.01.2010                                                                                            |
| 2.  | Городище Біла I                    | давньоруський час Х—XIII ст. | с. Біла, урочище «Монастириська» | 2882    |      | Наказ управління культури ОДА № 112 від 18.10.2005                                                                                           |
| 3.  | Городище Біла II                   | давньоруський час Х—XIII ст. | с. Біла, урочище «Батурова гора» | 2885    |      | Наказ управління культури ОДА № 112 від 18.10.2005                                                                                           |
| 4.  | Городище Біла III                  | давньоруський час X ст. | с. Біла, урочище «Черна» | 2884    |      | Наказ управління культури ОДА № 112 від 18.10.2005                                                                                           |
| 5.  | Городище Біла IV                   | давньоруський час XXIII ст. | с. Біла, урочище «Замок (Біля Черни)» | 2883    |      | Наказ управління культури ОДА № 112 від 18.10.2005                                                                                           |
| 6.  | Городище Біла V                    | західно-подільська група скіфського часу | с. Біла, урочище «Монастириська», на північ від села                                                                                         | 1759    |      | Наказ управління культури ОДА № 36 від 24.03.2011                                                                                            |
| 7.  | Поселення Біла VI                  | черняхівська культура | с. Біла, центральна частина села, 1-ша надзаплавна тераса правого берега безіменного струмка                                                 | 1673    |      | Наказ управління культури ОДА № 16 від 27.01.2010                                                                                            |
| 8.  | Поселення Біла VII                 | епоха бронзи — ранньоримський час; давньоруський час Х, XII—XIII ст. | с. Біла, центральна частина села, на правому березі р. Серет                                                                                 | 1860    |      | Наказ управління культури ОДА № 97 від 26.06.2012                                                                                            |
| 9.  | Городище Біла VIII                 | XIV—XV ст. | с. Біла, центральна частина села, на мисовидному виступі гори «Малинова»                                                                     | 4569-Тр |      | Наказ департаменту культури, релігій та національностей ОДА № 76-од від 15.05.2014, Наказ Міністерства культури України № 323 від 18.04.2017 |
| 10. | Могильник ґрунтовий Білий Потік І  | комарівськотшинецька культура (XVI—XII ст. до н. е.) | с. Білий Потік, поле біля колишнього глиняного кар’єру                                                                                       | 594     |      | Рішення виконкому Тернопільської обласної ради № 147 від 22.03.1971                                                                          |
| 11. | Поселення Білий Потік ІІ           | трипільська культура (IV — кінець III тис. до н. е.) | с. Білий Потік, урочище За Городами | 2886    |      | Рішення виконкому Тернопільської обласної ради 14.07.1989                                                                                    |
| 12. | Поселення Білобожниця І            | - епоха бронзи – ранній залізний вік; - давньоруський час (XII—XIII ст.) | с. Білобожниця, південносхідні околиці села, І—ІІ надзаплавні тераси лівого берега ставу                                                     | 1676    |      | Наказ управління культури ОДА № 16 від 27.01.2010                                                                                            |
| 13. | Поселення Великі Чорнокінці І      | – голіградська культура (XI—VII ст. до н. е.); - черняхівська культура (III—IV ст. н. е.) – культура ЛукаРайковецька (кінець VII—IX ст.); давньоруський час XXIII ст.                 | с. Великі Чорнокінці, урочище «Ксьондзів ланок», правий берег потічка                                                                        | 2887    |      | Наказ управління культури ОДА № 112 від 18.10.2005                                                                                           |
| 14. | Поселення Чорнокінці XII           | черняхівська культура (III—IV ст. н. е.) | с. Чорнокінці, приблизно 2,5 км на північ від села, на правому березі заболоченої балки                                                      | 2071    |      | Наказ управління культури ОДА № 121-од від 09.09.2016                                                                                        |
| 15. | Поселення Горішня Вигнанка І       | черняхівська культура | с. Горішня Вигнанка, з правої сторони дороги Горішня Вигнанка — Чортків (об’їзна)                                                            | 1463    |      | Наказ управління культури ОДА № 16 від 27.01.2010                                                                                            |
| 16. | Поселення Горішня Вигнанка ІІ      | трипільська культура (IV — кінець III тис. до н. е.) | с. Горішня Вигнанка, в парку та на городах                                                                                                   | 2888    |      | Наказ управління культури ОДА № 112 від 18.10.2005                                                                                           |
| 17. | Поселення Джурин І                 | давньоруський час (X ст., XII—XIII ст.) | с. Джурин, на захід від с. Джурин по лівому березі безіменного струмка                                                                       | 1635    |      | Наказ управління культури ОДА № 16 від 27.01.2010                                                                                            |
| 18. | Поселення Джуринська Слобідка І    | - трипільська культура (IV — кінець III тис. до н. е.); – давньоруський час | с. Джуринська-Слобідка, на схід від села, правий берег ставка (перед дамбою), ур. 10-те поле                                                 | 1246    |      | Наказ управління культури ОДА № 16 від 27.01.2010                                                                                            |
| 19. | Поселення Джуринська Слобідка ІІ   | культура ЛукаРайковецька | с. Джуринська-Слобідка, на схід від села, правий берег ставка (перед дамбою), ур. 11-те поле                                                 | 1247    |      | Наказ управління культури ОДА № 16 від 27.01.2010                                                                                            |
| 20. | Поселення Джуринська Слобідка III  | давньоруський час (XII—XIII ст.) | с. Джуринська Слобідка, на схід від села на підвищеній терасі лівого берега меліоративного каналу                                            | 1345    |      | Наказ управління культури ОДА № 16 від 27.01.2010                                                                                            |
| 21. | Поселення Джуринська Слобідка IV   | - мезоліт; - лука-райковецька культура | с. Джуринська Слобідка, на схід від села на привершинній частині мисоподібного пагорба                                                       | 1346    |      | Наказ управління культури ОДА № 16 від 27.01.2010                                                                                            |
| 22. | Поселення Джуринська Слобідка V    | - західно-подільська група скіфського часу; - давньоруський час (XII—XIII ст.) | с. Джуринська Слобідка, на схід від села на І та ІІ надзаплавних терасах невисокого мису                                                     | 1347    |      | Наказ управління культури ОДА № 16 від 27.01.2010                                                                                            |
| 23. | Поселення Джуринська Слобідка VI   | давньоруський час (XII—XIII ст.) | с. Джуринська Слобідка, на схід від околиць села, на південно-східному схилі невеликого мису, утвореного лівим берегом меліоративного каналу | 1348    |      | Наказ управління культури ОДА № 16 від 27.01.2010                                                                                            |
| 24. | Курган Джуринська Слобідка VII     | Культура невизначена | с. Джуринська Слобідка, на північний схід від села, на вершині вододільного плато                                                            | 1634    |      | Наказ управління культури ОДА № 16 від 27.01.2010                                                                                            |
| 25. | Поселення Джуринська Слобідка VIII | давньоруський час (X ст., XII—XIII ст.) | с. Джуринська Слобідка, південні околиці села, І—ІІ надзаплавні тераси правого берега р. Джурин                                              | 1647    |      | Наказ управління культури ОДА № 16 від 27.01.2010                                                                                            |
| 26. | Поселення Заболотівка І            | - комарівськотшинецька культура; - культура Ґава-Голігради; черняхівська культура | с. Заболотівка, східні околиці села, на території господарських дворів                                                                       | 1821    |      | Наказ управління культури ОДА № 14 від 09.02.2012                                                                                            |
| 27. | Поселення Залісся І                | - трипільська культура; - давньоруська культура XII—XIII ст. | с. Залісся, на південь від околиць села, урочище «Рудка»                                                                                     | 1800    |      | Наказ управління культури ОДА № 36 від 24.03.2011                                                                                            |
| 28. | Поселення Залісся ІІ               | - давньоруська культура XII—XIII ст. | с. Залісся, північно-західні околиці села, правий берег р. Млинка                                                                            | 1803    |      | Наказ управління культури ОДА № 36 від 24.03.2011                                                                                            |
| 29. | Поселення Залісся III              | - трипільська культура; - комарівськотшинецька культура; - ранньозалізний час. | с. Залісся, східна частина села, між залізничною колією та польовою дорогою                                                                  | 1879    |      | Наказ управління культури ОДА № 97 від 26.06.2012                                                                                            |
| 30. | Могильник Звиняч І                 | - празька культура (V—VII ст. н. е.) | с. Звиняч, урочище «Підмонастир», лівий берег струмка                                                                                        | 2889    |      | Наказ управління культури ОДА № 112 від 18.10.2005                                                                                           |
| 31. | Поселення Звиняч ІІ                | - ранній залізний вік (І тис. до н. е.), - празька культура (V—VII ст. н. е.) | с. Звиняч, урочище Моравщина | 2890    |      | Рішення виконкому Тернопільської обласної ради № 162 від 14.07.1989                                                                          |
| 32. | Поселення Калинівщина І            | - бронзовий вік (кінець III—II тис. до н. е.) | с. Калинівщина, урочище «Скалка», лівий берег струмка                                                                                        | 2891    |      | Наказ управління культури ОДА № 112 від 18.10.2005                                                                                           |
| 33. | Городище Капустинці І              | - давньоруський час, XII—XIII ст. | с. Капустинці, урочище «Довгий вал», лівий берег р. Серет                                                                                    | 2894    |      | Наказ управління культури ОДА № 112 від 18.10.2005                                                                                           |
| 34. | Поселення Капустинці ІІ            | - черняхівська культура (III—IV ст. н. е.) | с. Капустинці, лівий берег р. Серет, поряд з давньоруським городищем                                                                         | 2892    |      | Наказ управління культури ОДА № 112 від 18.10.2005                                                                                           |
| 35. | Поселення Капустинці III           | - трипільська культура (IV — кінець III тис. до н. е.) | с. Капустинці, урочище «Круглий вал», лівий берег р. Серет                                                                                   | 2893    |      | Наказ управління культури ОДА № 112 від 18.10.2005                                                                                           |
| 36. | Поселення Капустинці IV            | - давньоруська культура XII—XIII ст. | с. Капустинці, південносхідні околиці села, пологі схили лівого берега р. Серет                                                              | 1817    |      | Наказ управління культури ОДА № 14 від 09.02.2012                                                                                            |
| 37. | Городище Колиндяни І               | давньоруський час XXIII ст. | с. Колиндяни, урочище «Вал великий» | 2895    |      | Наказ управління культури ОДА № 112 від 18.10.2005                                                                                           |
| 38. | Городище Колиндяни ІІ              | давньоруський час XXIII ст. | с. Колиндяни, урочище «Вал великий» | 2896    |      | Наказ управління культури ОДА № 112 від 18.10.2005                                                                                           |
| 39. | Могильник Косів І                  | давньоруський час XXIII ст. | с. Косів, на території хутора Хом’яківка | 2900    |      | Наказ управління культури ОДА № 112 від 18.10.2005                                                                                           |
| 40. | Поселення Косів ІІ                 | - ранній залізний вік (І тис. до н. е.) | с. Косів, східна околиця села | 2897    |      | Наказ управління культури ОДА № 112 від 18.10.2005                                                                                           |
| 41. | Поселення Косів III                | - давньоруський час Х—XIII ст. | с. Косів, південно-східні околиці села, лівий берег потічка Млинівка                                                                         | 2898    |      | Наказ управління культури ОДА № 112 від 18.10.2005                                                                                           |
| 42. | Поселення Косів IV                 | - давньоруський час Х—XIII ст. | с. Косів, на території хутора Хом’яківка | 2899    |      | Наказ управління культури ОДА № 112 від 18.10.2005                                                                                           |
| 43. | Поселення Кривеньке І              | - епоха бронзи | с. Кривеньке, західні околиці села, над кар’єром, правий берег струмка                                                                       | 1248    |      | Наказ управління культури ОДА № 16 від 27.01.2010                                                                                            |
| 44. | Поселення Кривеньке ІІ             | - давньоруський час | с. Кривеньке, на захід від села, правий берег ставка перед дамбою                                                                            | 1249    |      | Наказ управління культури ОДА № 16 від 27.01.2010                                                                                            |
| 45. | Поселення Кривеньке III            | - черняхівська культура (III—IV ст. н. е.); – давньоруський час | с. Кривеньке, на захід від села, лівий берег ставка перед дамбою                                                                             | 1250    |      | Наказ управління культури ОДА № 16 від 27.01.2010                                                                                            |
| 46. | Поселення Мухавка І                | - черняхівська культура (III—IV ст. н. е.) | с. Мухавка, правий берег р. Тупа, на південь від села                                                                                        | 2901    |      | Наказ управління культури ОДА № 112 від 18.10.2005                                                                                           |
| 47. | Поселення Мухавка ІІ               | - черняхівська культура | с. Мухавка, на південь від села, південна і південнозахідна частина мисоподібного виступу                                                    | 1551    |      | Наказ управління культури ОДА № 16 від 27.01.2010                                                                                            |
| 48. | Могильник ґрунтовий Мухавка III    | давньоруський час XII—XIII ст. | с. Мухавка, 7-е поле колишнього Ягільницького радгоспу                                                                                       | 2902    |      | Наказ управління культури ОДА № 112 від 18.10.2005                                                                                           |
| 49. | Поселення Нагірянка І              | - черняхівська культура; - давньоруський час (XII—XIII ст.) | с. Нагірянка, на південь від південних околиць села, на правому березі ставу                                                                 | 1489    |      | Наказ управління культури ОДА № 16 від 27.01.2010                                                                                            |
| 50. | Поселення Нагірянка ІІ             | - черняхівська культура; - давньоруський час (XII—XIII ст.) | с. Нагірянка, на захід від західних околиць села, на мисі, утвореному правим берегом безіменного струмка (права притока р. Тупа)             | 1686    |      | Наказ управління культури ОДА № 16 від 27.01.2010                                                                                            |
| 51. | Могильник ґрунтовий Нагірянка III  | - комарівськотшинецька культура (XVI—XII ст. до н. е.) | с. Нагірянка, урочище «Шибиниця» | 2903    |      | Наказ управління культури ОДА № 112 від 18.10.2005                                                                                           |
| 52. | Поселення Нагірянка IV             | трипільська культура, ранньозалізний час | с. Нагірянка, центральна частина села, територія замку                                                                                       | 4386-Тр |      | Наказ Мінкультури від 23.01.2012 р. № 51 |
| 53. | Поселення Нагірянка V              | - давньоруська культура XII—XIII ст. | с. Нагірянка, вул. Садова, 1, центральна частина села                                                                                        | 1899    |      | Наказ управління культури ОДА № 149 від 29.10.2012                                                                                           |
| 54. | Поселення Пробіжна І               | - епоха бронзи - ранній залізний вік | с. Пробіжна, центральна частина села, ІІ надзаплавна тераса лівого берега струмка                                                            | 1663    |      | Наказ управління культури ОДА № 16 від 27.01.2010                                                                                            |
| 55. | Поселення Пробіжна ІІ              | - черняхівська культура | с. Пробіжна, південна частина села, по лівому березі річки Нічлава                                                                           | 1889    |      | Наказ управління культури ОДА № 149 від 29.10.2012                                                                                           |
| 56. | Поселення Ридодуби І               | - культура Ноа | с. Ридодуби, 1 км на південний захід від ферми, на західному схилі привершинної частини пагорба                                              | 1342    |      | Наказ управління культури ОДА № 16 від 27.01.2010                                                                                            |
| 57. | Поселення Ридодуби ІІ              | - трипільська культура; - голіградська культура; - черняхівська культура; - лука-райковецька культура                                                                                 | с. Ридодуби, на захід від ферми, на південному схилі мисоподібного пагорба                                                                   | 1343    |      | Наказ управління культури ОДА № 16 від 27.01.2010                                                                                            |
| 58. | Поселення Ридодуби III             | - голіградська культура; - черняхівська культура; - лука-райковецька культура | с. Ридодуби, 2 км на захід від ферми, на південному схилі мисоподібного пагорба                                                              | 1344    |      | Наказ управління культури ОДА № 16 від 27.01.2010                                                                                            |
| 59. | Поселення Ридодуби IV              | - давньоруська культура XII—XIII ст. | с. Ридодуби, північні околиці села, лівий берег струмка                                                                                      | 1896    |      | Наказ управління культури ОДА № 149 від 29.10.2012                                                                                           |
| 60. | Поселення Свидова І                | - трипільська культура (IV — кінець III тис. до н. е.); – голіградська культура (XI—VII ст. до н. е.); – давньоруський час Х—XIII ст.                                                 | с. Свидова, лівий берег р. Тупа, в центрі села                                                                                               | 2904    |      | Наказ управління культури ОДА № 112 від 18.10.2005                                                                                           |
| 61. | Курган Свидова ІІ                  | ранньозалізний час (І тис. до н. е.) | с. Свидова, південносхідна частина села | 1787    |      | Наказ Мінкультури від 23.01.2012 р. № 51 |
| 62. | Поселення Свидова III              | - трипільська культура (IV — кінець III тис. до н. е.) | с. Свидова, південносхідна частина села | 1788    |      | Наказ Мінкультури від 23.01.2012 р. № 51 |
| 63. | Стоянка Скородинці І               | - середній палеоліт (150—40 тис. років тому) | с. Скородинці, лівий берег р. Серет, кар'єр цегельні                                                                                         | 2905    |      | Наказ управління культури ОДА № 112 від 18.10.2005                                                                                           |
| 64. | Поселення Скородинці ІІ            | ранньозалізний час, черняхівська культура, давньоруська культура XII—XIII ст. | с. Скородинці, на південний захід від села, правий берег р. Серет                                                                            | 1895    |      | Наказ управління культури ОДА № 149 від 29.10.2012                                                                                           |
| 65. | Поселення Сосулівка І              | с. Сосулівка, урочище Качурова Гора | - трипільська культура (IV — кінець III тис. до н. е.)                                                                                       | 2906    |      | Рішення виконкому Тернопільської обласної ради № 162 від 14.07.1989                                                                          |
| 66. | Курганна група Сосулівка ІІ        | - епоха бронзи – ранньозалізний вік (III тис. до н. е.); | с. Сосулівка, східні околиці села на високому плато, на лівому березі р. Серет                                                               | 2072    |      | Наказ управління культури ОДА № 121-од від 09.09.2016                                                                                        |
| 67. | Поселення Товстеньке І             | –енеоліт (?); - черняхівська культура (III—IV ст. н. е.); – давньоруський час | с. Товстеньке, південно східні околиці села, правий берег ставка, південний східний схил пагорба                                             | 1251    |      | Наказ управління культури ОДА № 16 від 27.01.2010                                                                                            |
| 68. | Поселення Товстеньке ІІ            | - трипільська культура (IV — кінець III тис. до н. е.) | с. Товстеньке, на південний схід від села, лівий берег р. Кривенька, на березі ставка                                                        | 1299    |      | Наказ управління культури ОДА № 16 від 27.01.2010                                                                                            |
| 69. | Поселення Угринь І                 | - трипільська культура (V—IV тис. до н. е.); - голіградська культура (XII—VIII ст. до н. е.); - давньоруський час, XII—XIII ст.                                                       | с. Угринь, західні околиці села, на високому правому березі р. Серет                                                                         | 2002    |      | Наказ департаменту культури, релігій та національностей ОДА № 76-од від 15.05.2014                                                           |
| 70. | Поселення Улашківці І              | - епоха бронзи; - ранній залізний вік | с. Улашківці, на північний захід від околиць села, правий берег безіменного струмка, правої притоки р. Серет                                 | 1696    |      | Наказ управління культури ОДА № 16 від 27.01.2010                                                                                            |
| 71. | Поселення Улашківці ІІ             | - трипільська культура (IV — кінець III тис. до н. е.) | с. Улашківці, урочище «Низька гора та Висока гора», на північний схід від села                                                               | 2907    |      | Наказ управління культури ОДА № 112 від 18.10.2005                                                                                           |
| 72. | Курган Улашківці III               | - ранній залізний вік (І тис. до н. е.) | с. Улашківці, на схід від села | 2909    |      | Наказ управління культури ОДА № 112 від 18.10.2005                                                                                           |
| 73. | Поселення Улашківці IV             | - трипільська культура (IV — кінець III тис. до н. е.); – голіградська культура (XI—VII ст. до н. е.); - черняхівська культура (III—IV ст. н. е.); – давньоруська культура Х—XIII ст. | с. Улашківці, урочище «Шмельків горб» | 2908    |      | Наказ управління культури ОДА № 112 від 18.10.2005                                                                                           |
| 74. | Поселення Улашківці V              | - липицька культура (ранньоримський час) | с. Улашківці, північна околиця села, на 1-й надзаплавній терасі правого берега р. Серет                                                      | 1859    |      | Наказ управління культури ОДА № 42 від 05.04.2012                                                                                            |
| 75. | Курган Чорнокінці І                | - західно-подільська група скіфського часу (друга половина VII—V (можливо IV) ст. до н. е.)                                                                                           | с. Чорнокінці, урочище «Розбита могила» | 2912    |      | Рішення виконкому Тернопільської обласної ради № 162 від 14.07.1989                                                                          |
| 76. | Поселення Чорнокінці ІІ            | - західноподільська група скіфського часу (друга половина VII—V (можливо IV) ст. до н. е.)                                                                                            | с. Чорнокінці, урочища «Вигин» та «Коло костьолу»                                                                                            | 2910    |      | Наказ управління культури ОДА № 112 від 18.10.2005                                                                                           |
| 77. | Могильник курганний Чорнокінці III | Недатовано | с. Чорнокінці, на території колишнього фільварку Берестки                                                                                    | 2911    |      | Наказ управління культури ОДА № 112 від 18.10.2005                                                                                           |
| 78. | Курган Швайківці І                 | - західноподільська група скіфського часу | 0 | 1479    |      | Наказ управління культури ОДА № 16 від 27.01.2010                                                                                            |
| 79. | Поселення Швайківці ІІ             | - епоха бронзи; - ранньозалізний час; - трипільська культура; - черняхівська культура                                                                                                 | с. Швайківці, південні околиці села, пологі схили правого берега р. Нічлавка                                                                 | 1850    |      | Наказ управління культури ОДА № 14 від 09.02.2012                                                                                            |
| 80. | Поселення Шманьківці І             | - трипільська культура; - давньоруський час (XII—XIII ст.) | с. Шманьківці, на північний схід від села, на схилі мису, порослого ліском, утвореного лівим берегом ставка                                  | 1417    |      | Наказ управління культури ОДА № 16 від 27.01.2010                                                                                            |
| 81. | Поселення Шманьківці ІІ            | - трипільська культура; - черняхівська культура | с. Шманьківці, північні околиці села, на схилі мису, утвореного правим берегом ставка                                                        | 1418    |      | Наказ управління культури ОДА № 16 від 27.01.2010                                                                                            |
| 82. | Шманьківці-ІІІ (замчище)           | XVII ст. | с. Шманьківці, східні околиці села, вул. Підзамкова, мисоподібний пагорб                                                                     | 2088    |      | Наказ управління культури ОДА № 124-од від 12.10.2017                                                                                        |
| 83. | Поселення Шманьківчики I           | - трипільська культура; - ранньозалізний час. | с. Шманьківчики, вул. Шевченка. У північнозахідних околицях села, по правому березі струмка.                                                 | 1870    |      | Наказ управління культури ОДА № 97 від 26.06.2012                                                                                            |
| 84. | Поселення Шульганівка І            | - давньоруський час (XII—XIII ст.) | с. Шульганівка, на захід від околиць села, правий берег ставу                                                                                | 1702    |      | Наказ управління культури ОДА № 16 від 27.01.2010                                                                                            |
| 85. | Поселення Шульганівка ІІ           | - давньоруський час (XII—XIII ст.) | с. Шульганівка, на захід від околиць села, лівий берег ставу                                                                                 | 1703    |      | Наказ управління культури ОДА № 16 від 27.01.2010                                                                                            |
| 86. | Поселення Шульганівка III          | - епоха бронзи; – ранньозалізний час;- давньоруська культура XII—XIII ст. | с. Шульганівка, північні околиці села по правому березі р. Черкаска, вул. Молодіжна                                                          | 1887    |      | Наказ управління культури ОДА № 149 від 29.10.2012                                                                                           |
| 87. | Поселення Ягільниця І              | - трипільська культура; - ранньозалізний час | с. Ягільниця, північнозахідні околиці села                                                                                                   | 1831    |      | Наказ управління культури ОДА № 14 від 09.02.2012                                                                                            |
| 88. | Поселення Ягільниця ІІ             | - ранньозалізний час. | с. Ягільниця, вул. Лісова, північно-східні околиці села                                                                                      | 1871    |      | Наказ управління культури ОДА № 97 від 26.06.2012                                                                                            |

## Пам'ятки архітектури
У Чортківському районі Тернопільської області нараховується 8 пам'яток архітектури.

### Існуючі

#### Місцевого значення
| №  | Об'єкт                           | Рік         | Адреса         | Ох. №  | Фото |
| -- | -------------------------------- | ----------- | -------------- | ------ | ---- |
| 1. | Церква Св. Трійці (дер.)         | 1646        | c. Заболотівка | 1758   |      |
| 2. | Палац Городецьких (мур.)         | поч ХХ ст.  | с. Колиндяни   | 1756   |      |
| 3. | Церква Св. Іоанна (мур.)         | поч. XX ст. | с. Улашківці   | 1755/1 |      |
| 4. | Дзвіниця церкви Св.Іоанна (мур.) | XVII ст.    | с. Улашківці   | 1755/2 |      |
| 5. | Костел (мур.)                    | XVII ст.    | с. Ягільниця   | 1757   |      |
| 6. | Замок (мур.)                     | 1654        | с. Ягільниця   | 2143   |      |

#### Національного значення
| №  | Об'єкт                           | Рік       | Адреса       | Ох. № | Фото |
| -- | -------------------------------- | --------- | ------------ | ----- | ---- |
| 1. | Церква Св. Миколи (дер.)         | 1672—1782 | с. Нагірянка | 691/1 |      |
| 1. | Дзвіниця церкви Св.Миколи (дер.) | XVIII ст. | с. Нагірянка | 681/2 |      |

## Пам'ятки історії
У Чортківському районі Тернопільської області нараховується 52 пам'ятки історії.

### Існуючі
| №   | Об'єкт | Рік             | Адреса                | Ох. № | Фото |
| --- | --- | --------------- | --------------------- | ----- | ---- |
| 1.  | Пам’ятний знак воїнам-землякам, які загинули в роки Другої світової війни                                 | 1976            | с. Базар              | 804   |      |
| 2.  | Пам’ятний знак воїнам-землякам, які загинули в роки Другої світової війни                                 | 1985            | с. Бичківці           | 1051  |      |
| 3.  | Пам’ятний знак (хрест з написом) жертвам голодомору 1932—1933 рр.                                         | 1932—1933       | с. Біла               | 1891  |      |
| 4.  | Пам’ятний знак воїнам-землякам, які загинули в роки Другої світової війни                                 | 1969            | с. Біла               | 805   |      |
| 5.  | Пам’ятний знак воїнам-землякам, які загинули в роки Другої світової війни                                 | 1969            | с. Білобожниця        | 806   |      |
| 6.  | Пам’ятник лікарю професору Борисікевичу М.                                                                | 1933            | с. Білобожниця        | 807   |      |
| 7.  | Могила Ігумнова В., л-та КДБ                                                                              | 1987            | с. Білобожниця        | 1136  |      |
| 8.  | Братські могили воїнів Радянської армії. Могили воїнів Радянської армії і радянських партійних активістів | 1954, рек. 1965 | с. Білобожниця        | 595   |      |
| 9.  | Могила Героя Радянського Союзу Собка М.                                                                   | 1954            | с. Білобожниця        | 595/1 |      |
| 10. | Могила Героя Радянського Союзу Сингаївського С.                                                           | 1965            | с. Білобожниця        | 595/2 |      |
| 11. | Могила Героя Радянського Союзу Бахтіна А.                                                                 | 1987            | с. Білобожниця        | 595/3 |      |
| 12. | Пам’ятний знак воїнам-землякам, які загинули в роки Другої світової війни                                 | 1973            | с. Великі Чорнокінці  | 819   |      |
| 13. | Могила першого голови сільради Михайлика                                                                  | 1968            | с. Великі Чорнокінці  | 820   |      |
| 14. | Пам’ятний знак воїнам-землякам, які загинули в роки Другої світової війни                                 | 1967            | с. Давидківці         | 808   |      |
| 15. | Пам’ятний знак воїнам-землякам, які загинули в роки Другої світової війни                                 | 1968            | с. Джурин             | 809   |      |
| 16. | Пам’ятний знак воїнам-землякам, які загинули в роки Другої світової війни                                 | 1976            | с. Залісся            | 810   |      |
| 17. | Могила радянського партизана Подоляко В.                                                                  | 1972            | с. Звиняч             | 811   |      |
| 18. | Пам’ятний знак воїнам-землякам, які загинули в роки Другої світової війни                                 | 1972            | с. Звиняч             | 812   |      |
| 19. | Пам’ятний знак воїнам-землякам, які загинули в роки Другої світової війни                                 | 1985            | с. Скомороше          | 1047  |      |
| 20. | Пам’ятний знак воїнам-землякам, які загинули в роки Другої світової війни                                 | 1971            | с. Колиндяни          | 813   |      |
| 21. | Пам’ятний знак (хрест) на честь скасування панщини]]                                                      | 2007            | с. Колиндяни          | 3240  |      |
| 22. | Пам’ятний знак воїнам-землякам, які загинули в роки Другої світової війни                                 | 1981            | с. Косів              | 895   |      |
| 23. | Пам’ятний знак воїнам-землякам, які загинули в роки Другої світової війни                                 | 1981            | с. Коцюбинчики        | 896   |      |
| 24. | Пам’ятний знак воїнам-землякам, які загинули в роки Другої світової війни                                 | 1969            | с. Кривеньке          | 814   |      |
| 25. | Пам’ятний знак воїнам-землякам, які загинули в роки Другої світової війни                                 | 1964            | с. Малі Чорнокінці    | 818   |      |
| 26. | Пам’ятний знак воїнам-землякам, які загинули в роки Другої світової війни                                 | 1969            | с. Мухавка            | 608   |      |
| 27. | Пам’ятний знак воїнам-землякам, які загинули в роки Другої світової війни                                 | 609             | с. Нагірянка          | 609   |      |
| 28. | Пам’ятний знак на місці сільської хати, де загинули воїни Української Повстанської Армії (з прізвищами)   |                 | с. Палашівка          | 1892  |      |
| 29. | Пам’ятний знак воїнам-землякам, які загинули в роки Другої світової війни                                 | 1985            | с. Палашівка          | 1045  |      |
| 30. | Братська могила воїнів Української Повстанської Армії, які загинули у бою з НКВС                          |                 | с. Палашівка          | 1893  |      |
| 31. | Могила Героя Радянського Союзу Витвинського В.                                                            | 1964            | с. Пробіжна           | 596   |      |
| 32. | Пам’ятний знак воїнам-землякам, які загинули в роки Другої світової війни                                 | 1973            | с. Пробіжна           | 610   |      |
| 33. | Братська могила Українських Січових Стрільців (11 чол.)                                                   | 1922            | с. Пробіжна           | 3241  |      |
| 34. | Пам'ятний знак на честь скасування панщини                                                                |                 | с. Пробіжна           | 3242  |      |
| 35. | Пам’ятний знак воїнам-землякам, які загинули в роки Другої світової війни                                 | 1969            | с. Ридодуби           | 611   |      |
| 36. | Пам’ятний знак воїнам-землякам, які загинули в роки Другої світової війни                                 | 1974            | с. Ромашівка          | 815   |      |
| 37. | Пам’ятний знак воїнам-землякам, які загинули в роки Другої світової війни                                 | 1958            | с. Росохач            | 612   |      |
| 38. | Пам’ятник першому голові сільради Підсадному В.                                                           | 1974            | с. Росохач            | 648   |      |
| 39. | Пам’ятний знак воїнам-землякам, які загинули в роки Другої світової війни                                 | 1975            | с. Антонів            | 454   |      |
| 40. | Пам’ятний знак воїнам-землякам, які загинули в роки Другої світової війни                                 | 1976            | с. Свидова            | 613   |      |
| 41. | Пам’ятний знак воїнам-землякам, які загинули в роки Другої світової війни                                 |                 | с. Скородинці         | 1897  |      |
| 42. | Пам’ятний знак воїнам-землякам, які загинули в роки Другої світової війни                                 | 1967            | с. Сосулівка          | 614   |      |
| 43. | Пам’ятний знак хорунжому Українських Січових стрільців, поету і художнику Назараку Юліану                 | 2014            | с. Черкавщина         | 3331  |      |
| 44. | Пам’ятний знак воїнам-землякам, які загинули в роки Другої світової війни                                 | 1965            | с. Товстеньке         | 817   |      |
| 45. | Пам’ятний знак воїнам-землякам, які загинули в роки Другої світової війни                                 | 1985            | с. Угринь             | 869   |      |
| 46. | Пам’ятний знак воїнам-землякам, які загинули в роки Другої світової війни                                 | 1980            | с. Улашківці          | 867   |      |
| 47. | Пам’ятний знак воїнам-землякам, які загинули в роки Другої світової війни                                 | 1969            | с. Чорнокінецька Воля | 616   |      |
| 48. | Пам’ятний знак воїнам-землякам, які загинули в роки Другої світової війни                                 | 1969            | с. Шманьківці         | 620   |      |
| 49. | Пам’ятний знак воїнам-землякам, які загинули в роки Другої світової війни                                 | 1967            | с. Шманьківчики       | 821   |      |
| 50. | Пам’ятний знак воїнам-землякам, які загинули в роки Другої світової війни                                 | 1975            | с. Шульганівка        | 822   |      |
| 51. | Пам’ятний знак жертвам фашистських розстрілів                                                             |                 | с. Ягільниця          | 1898  |      |
| 52. | Пам’ятний знак воїнам-землякам, які загинули в роки Другої світової війни                                 | 1979            | с. Ягільниця          | 823   |      |

## Пам'ятки монументального мистецтва
У Чортківському районі Тернопільської області нараховується 21 пам'ятка монументального мистецтва.

### Існуючі
| №   | Об'єкт                                                                | Рік  | Адреса                                  | Ох. № | Фото | Рішення про взяття під охорону                                                        |
| --- | --------------------------------------------------------------------- | ---- | --------------------------------------- | ----- | ---- | ------------------------------------------------------------------------------------- |
| 1.  | Пам’ятник українській письменниці Лесі Українці                       | 1967 | с. Білобожниця                          | 907   |      | Тернопільського облвиконкому № 147 від 22.03.1971 р.                                  |
| 2.  | Пам’ятник українській письменниці Лесі Українці                       | 1958 | с. Калинівщина                          | 624   |      | Тернопільського облвиконкому № 147 від 22.03.1971 р.                                  |
| 3.  | Пам’ятник поету, громадському діячу Франку Івану Яковичу              | 1959 | с. Великі Чорнокінці                    | 643   |      | Тернопільського облвиконкому № 147 від 22.03.1971 р.                                  |
| 4.  | Пам’ятник поету, письменнику, художнику Шевченку Тарасу Григоровичу   | 1960 | с. Великі Чорнокінці                    | 644   |      | Тернопільського облвиконкому № 147 від 22.03.1971 р.                                  |
| 5.  | Пам’ятник поету, письменнику, художнику Шевченку Тарасу Григоровичу   | 1960 | с. Джуринська Слобідка                  | 627   |      | Тернопільського облвиконкому № 147 від 22.03.1971 р.                                  |
| 6.  | Пам’ятник поету, письменнику, художнику Шевченку Тарасу Григоровичу   | 1960 | с. Звиняч                               | 628   |      | Тернопільського облвиконкому № 147 від 22.03.1971 р.                                  |
| 7.  | Пам’ятник поету, письменнику, художнику Шевченку Тарасу Григоровичу   | 1960 | с. Косів                                | 630   |      | Тернопільського облвиконкому № 147 від 22.03.1971 р.                                  |
| 8.  | Пам’ятник поету, письменнику, художнику Шевченку Тарасу Григоровичу   | 1959 | с. Мухавка                              | 763   |      | Тернопільського облвиконкому № 147 від 22.03.1971 р.                                  |
| 9.  | Пам’ятник поету, громадському діячу Франку Івану Яковичу              | 1959 | с. Палашівка                            | 1003  |      | Тернопільського облвиконкому № 147 від 22.03.1971 р.                                  |
| 10. | Пам’ятник поету, громадському діячу Франку Івану Яковичу              | 1959 | с. Полівці                              | 634   |      | Тернопільського облвиконкому № 147 від 22.03.1971 р.                                  |
| 11. | Пам’ятник поету, письменнику, художнику Шевченку Тарасу Григоровичу   | 1959 | с. Антонів                              | 622   |      | Тернопільського облвиконкому № 147 від 22.03.1971 р.                                  |
| 12. | Пам’ятник поету, письменнику, художнику Шевченку Тарасу Григоровичу   | 1959 | с. Свидова                              | 638   |      | Тернопільського облвиконкому № 147 від 22.03.1971 р.                                  |
| 13. | Пам’ятник поету, письменнику, художнику Шевченку Тарасу Григоровичу   | 1960 | с. Сосулівка                            | 639   |      |                                                                                       |
| 14. | Пам’ятник театральному критику, січовому стрільцю Чарнецькому Степану | 1991 | с. Шманьківці, біля православної церкви | 2986  |      | Розпорядження Голови Тернопільської облдержадміністрації № 209 від 26.05.1997 р.      |
| 15. | Скульптура Матері Божої з Ісусом                                      | 1904 | с. Джурин, біля церкви                  | 3052  |      | Наказ управління культури Тернопільської облдержадміністрації № 16 від 27.01.2010 р.  |
| 16. | Скульптура св. Володимира                                             | 1904 | с. Джурин, біля церкви                  | 3054  |      | Наказ управління культури Тернопільської облдержадміністрації № 16 від 27.01.2010 р.  |
| 17. | Скульптура Матері Божої з Ісусом                                      | 1911 | с. Джурин, біля церкви                  | 3053  |      | Наказ управління культури Тернопільської облдержадміністрації № 16 від 27.01.2010 р.  |
| 18. | Скульптура Ісуса Христа                                               | -    | с. Джуринська Слобідка, біля церкви     | 3055  |      | Наказ управління культури Тернопільської облдержадміністрації № 16 від 27.01.2010 р.  |
| 19. | Скульптура архангела Михаїла                                          |      | с. Джуринська Слобідка, біля церкви     | 3056  |      | Наказ управління культури Тернопільської облдержадміністрації № 16 від 27.01.2010 р.  |
| 20. | Пам’ятник мученику за віру Йосифу Білану                              | 1999 | с. Колиндяни                            | 1889  |      | Наказ управління культури Тернопільської облдержадміністрації № 112 від 18.10.2005 р. |
| 21. | Пам'ятний знак св. Флоріану                                           | 1654 | с. Коцюбинчики                          | 3057  |      | Наказ управління культури Тернопільської облдержадміністрації № 16 від 27.01.2010 р.  |